# Removac
Removac falu Horvátországban Belovár-Bilogora megyében. Közigazgatásilag Đulovachoz tartozik.

## Fekvése
Belovártól légvonalban 48, közúton 70 km-re délkeletre, Daruvár központjától légvonalban 19, közúton 28 km-re északkeletre, községközpontjától légvonalban 5, közúton 7 km-re északra, Nyugat-Szlavóniában, a Bilo-hegység déli részén, az Ilova völgye feletti magaslaton fekszik.

## Története
A térség középkori településeit 1542-ben pusztította el a török és csak a 17. század végén szabadult fel a török uralom alól. A kihalt területre a parlagon heverő földek megművelése és a határvédelem céljából a 18. század első felében Bosznia területéről telepítettek be új, szerb anyanyelvű lakosságot. Az első katonai felmérés térképén „Dorf Removacz” néven találjuk. Lipszky János 1808-ban Budán kiadott repertóriumában „Removacz” néven szerepel. Nagy Lajos 1829-ben kiadott művében „Removacz” néven 10 házzal 77 ortodox vallású lakossal találjuk.
A településnek 1857-ben 119, 1910-ben 189 lakosa volt. 1910-ben a népszámlálás adatai szerint lakosságának 75%-a szerb, 25%-a horvát anyanyelvű volt. A Magyar Királyságon belül Horvát–Szlavónország részeként, Pozsega vármegye Daruvári járásának része volt. Az első világháború után 1918-ban az új szerb-horvát-szlovén állam, majd később (1929-ben) Jugoszlávia része lett. 1941 és 1945 között a németbarát Független Horvát Államhoz, háború után a település a szocialista Jugoszláviához tartozott. 1991-től a független Horvátország része. 1991-ben lakosságának 85%-a szerb, 11%-a horvát, nemzetiségű volt. A falunak 2011-ben 19 lakosa volt.

## Lakossága
| Lakosság változása | Lakosság változása | Lakosság változása | Lakosság változása | Lakosság változása | Lakosság változása | Lakosság változása | Lakosság változása | Lakosság változása | Lakosság változása | Lakosság változása | Lakosság változása | Lakosság változása | Lakosság változása | Lakosság változása | Lakosság változása |
| ------------------ | ------------------ | ------------------ | ------------------ | ------------------ | ------------------ | ------------------ | ------------------ | ------------------ | ------------------ | ------------------ | ------------------ | ------------------ | ------------------ | ------------------ | ------------------ |
| 1857               | 1869               | 1880               | 1890               | 1900               | 1910               | 1921               | 1931               | 1948               | 1953               | 1961               | 1971               | 1981               | 1991               | 2001               | 2011               |
| 119                | 94                 | 89                 | 163                | 194                | 189                | 196                | 221                | 144                | 147                | 141                | 115                | 67                 | 47                 | 34                 | 19                 |

## Nevezetességei
Szent Illés próféta tiszteletére szentelt pravoszláv harangtornya a település közepén áll. A tornyot 1920 és 1930 között téglából építették. Mellette áll a nemzeti felszabadító háború hőseinek emlékműve.